# Juniperus thurifera
Juniperus thurifera är en cypressväxtart som beskrevs av Carl von Linné. Juniperus thurifera ingår i släktet enar, och familjen cypressväxter. IUCN kategoriserar arten globalt som livskraftig. Inga underarter finns listade i Catalogue of Life.

## Bildgalleri

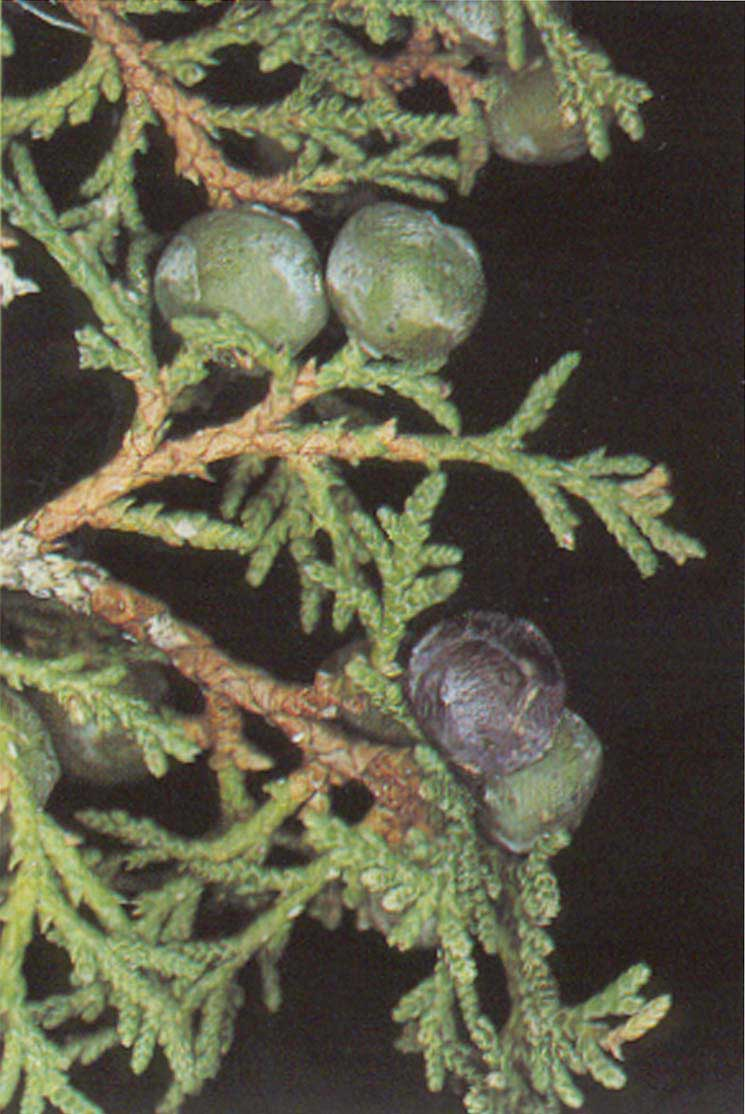
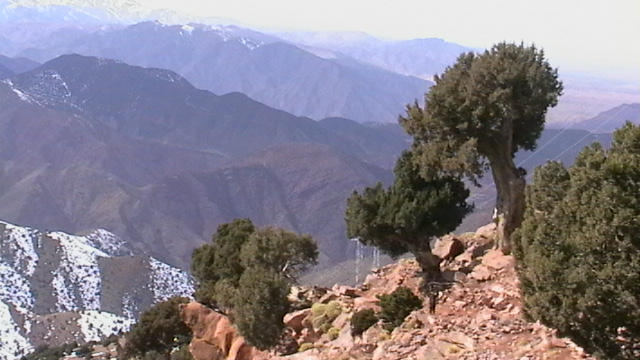
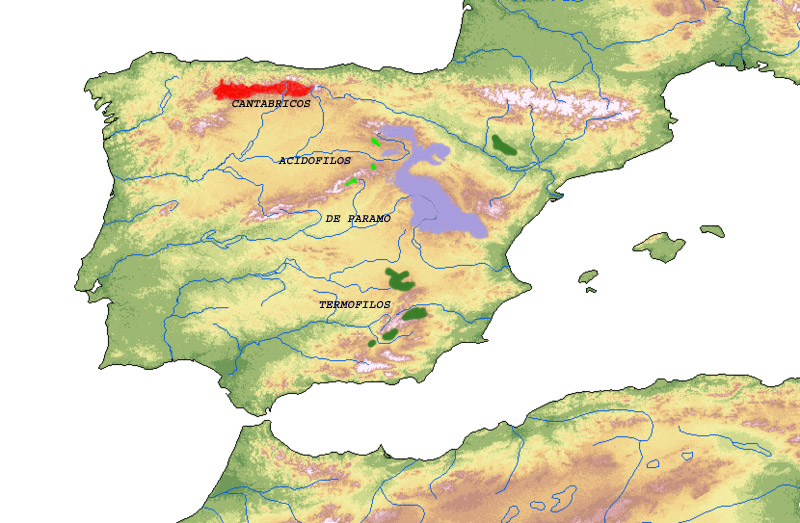
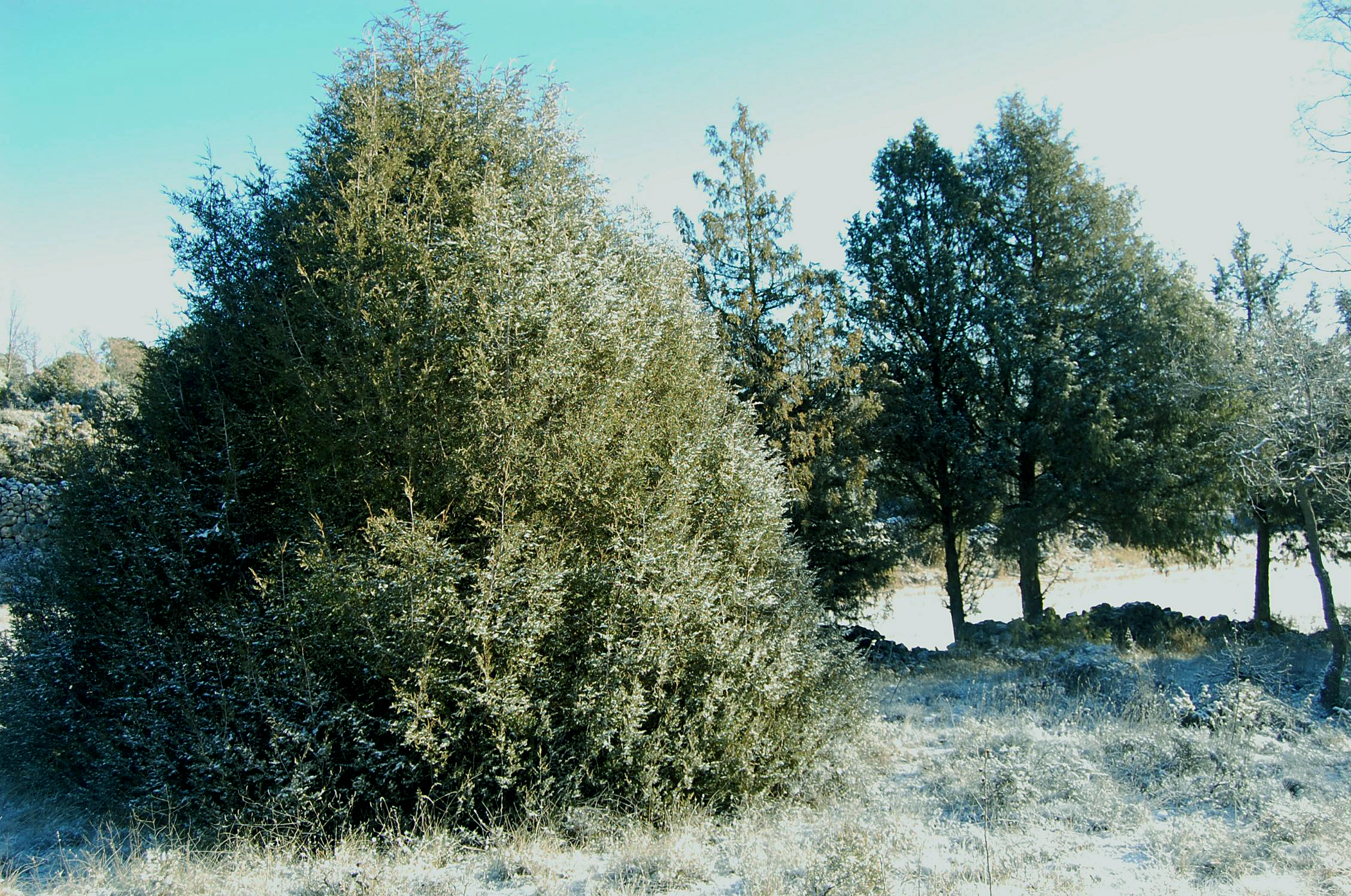
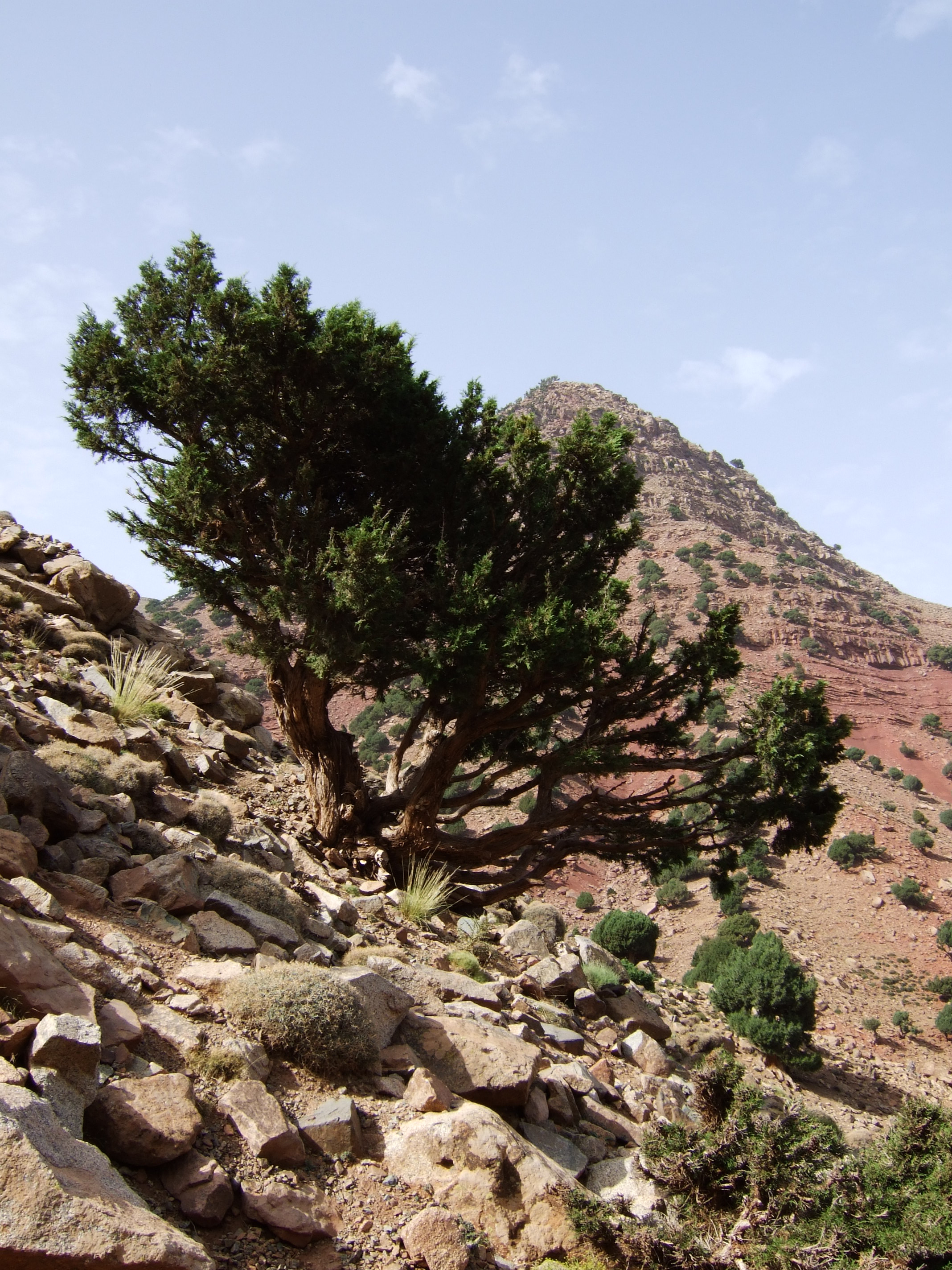
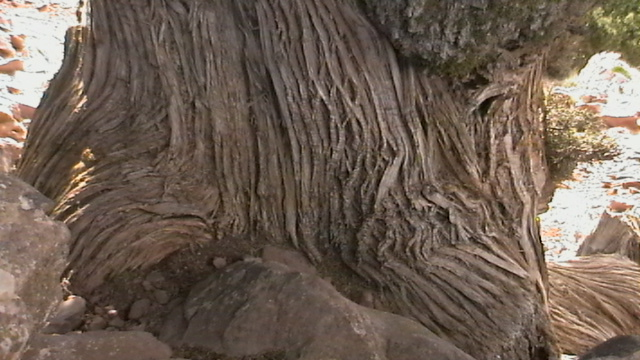